# مملكة صقلية
مملكة صقلية (بالإيطالية: Regno di Sicilia)‏ كانت دولة في جنوب إيطاليا أسسها روجر الثاني عام 1130 واستمرت حتى 1816. كانت المملكة استمرارًا لكونتية صقلية التي كانت قد تأسست في عام 1071 أثناء غزو النورمان لجنوب إيطاليا. ضمت المملكة حتى 1282 (التي تسمى أحيانًا مملكة بوليا وصقلية) جزيرة صقلية والجنوب الإيطالي والأرخبيل المالطي. تم تقسيم الجزيرة إلى ثلاث مناطق: فال دي مازارا وفال ديموني وفال دي نوتو.
في 1282، اندلع تمرد ضد الحكم الأنجوفي في الجزيرة عرف باسم حرب صلاة الغروب الصقلية، وأطاح بشارل أنجو من عرش صقلية. تمكنت الأنجوفيون من الحفاظ على البر الرئيسي من المملكة وهو ما أصبح كيانًا منفصلًا دعي أيضًا مملكة صقلية، على الرغم من أنه أشير إليها باسم مملكة نابولي تيمنًا بعاصمتها. أصبحت الجزيرة مملكة منفصلة في ظل حكم السلالة الكتلونية الأراغونية التي حكمت تاج أراغون. بعد 1302 كانت تسمى في بعض الأحيان في مملكة تريناكريا. غالبًا ما حكمها ملك تاج آخر مثل ملك أراغون أو ملك إسبانيا أو الإمبراطور الروماني المقدس. في عام 1816 اندمجت مملكة صقلية مع مملكة نابولي لتشكلا مملكة الصقليتين. في عام 1861 ضمت أراضيها لمملكة إيطاليا.

## التاريخ

### الغزو النورماني
استعانت القوى الرئيسية في البر الرئيسي للجنوب الإيطالي في القرن الحادي عشر بالمرتزقة النورمان، الذين كانوا أحفاد الفايكنج. كان النورمان بقيادة روجر الأول من استولى على صقلية من أيدي المسلمين. وبعد أن ضم بوليا وكالابريا، احتل ميسينا مع جيش من 700 فارس. في 1068، هزم روجر جيسكارد وجيشه المسلمين في ميسيلميري ولكن المعركة الأكثر أهمية كانت حصار باليرمو. خضعت كامل صقلية لسيطرة النورمان بحلول عام 1091.

### مملكة النورمان
تم إنشاء مملكة النورمان عام 1130 على يدي روجر الثاني ملك صقلية. وحد روجر الأراضي التي ورثها من والده روجر الأول كونت صقلية. شملت هذه دوقية بوليا وكونتية صقلية والتي تبعت لابن عمه وليام الثاني دوق بوليا حتى وفاته عام 1127، وغيرها من التوابع النورمانية. ألقى روجر دعمه خلف البابا المزيف أناكليتوس الثاني الذي توجه ملكًا على صقلية في يوم عيد الميلاد 1130.
في 1136، أقنع منافس أناكليتوس، البابا إنوسنت الثاني، الإمبراطور الروماني المقدس لوثر الثالث بمهاجمة مملكة صقلية بمساعدة من الإمبراطور البيزنطي يوحنا الثاني كومنينوس. غزا جيشان رئيسيان أحدهما بقيادة لوثر والآخر بقيادة دوق بافاريا هنري المعتز جزيرة صقلية. على نهر ترونتو، استسلم وليام من لوريتلو للوثر وفتح له أبواب تيرمولي. أعقب ذلك الكونت هيو الثاني من موليزي. اتحد الجيشان في باري ومنها تابعوا الحملة في عام 1137. عرض روجر بوليا إقطاعية للإمبراطورية وهو ما رفضه لوثر بعد تعرضه لضغوط من قبل إنوسنت. في نفس الفترة تمرد جيش لوثر.
قام لوثر الذين كان يأمل في الفتح الكامل لصقلية بمنح كابوا وبوليا من مملكة صقلية لأعداء روجر. احتج إنوسنت مدعيًا أن بوليا تقع ضمن المطالب البابوية. غير لوثر مساره شمالًا ولكنه توفي أثناء عبوره جبال الألب في 4 ديسمبر 1137. في المجلس اللاتيراني الثاني في أبريل 1139، أعلن إنوسنت الحرمان الكنسي على روجر بسبب موقفه الانشقاقي. في يوم 22 مارس 1139، في غالوكيو، نصب روجر الثالث دوق بوليا نجل روجر كمينًا للقوات بابوية بنحو ألف فارس وأسر البابا. في 25 مارس 1139، اضطر إنوسنت للاعتراف بملكية وممتلكات روجر وفقًا لمعاهدة مينيانو.
قضى روجر أكثر من عشر سنوات، ابتداء من تتويجه وصولًا إلى قوانين أريانو، في سن سلسلة من القوانين التي تهدف مركزة الحكومة وصد الغزوات المتعددة وقمع حركات التمرد من قبل المقاطعات التابعة له مثل غريموالد في باري وروبرت الثاني من كابوا ورانولف الثاني من أليفي وسرجيوس السابع من نابولي وغيرها. كما حاول أيضًا عبر الأميرال جورج من أنطاكية الاستيلاء على المهدية في تونس (إفريقية)، واتخذ لقبًا غير رسمي هو «ملك أفريقيا». في الوقت نفسه هاجم أسطول روجر الإمبراطورية البيزنطية مما جعل من صقلية القوة البحرية الرائدة في البحر الأبيض المتوسط لمدة قرن تقريبًا.
كان نجل روجر وخليفته وليام الأول من صقلية والمعروف باسم «وليام السيئ»، ولقبه مستمد أساسًا من عدم شعبيته لدى المؤرخين الذين أيدوا الثورات البارونية التي وليام قمعها. أنهى فترة حكمه في سلام (1166)، ولكن ابنه وليام الثاني كان قاصرًا. وحتى نهاية الوصاية على الصبي في 1172، شهدت المملكة اضطرابات كادت تطيح بالعائلة الحاكمة. كان عهد وليام الثاني عقدين من السلام والازدهار المستمر تقريبًا. ولهذا يلقب ب«الخير». توفي في 1189 دون وجود ورثة وهو ما أدى إلى تدهور حال المملكة.
سيطر تانكريد من ليتشي على العرش ولكن كان عليه أن يتعامل مع ثورة ابن عمه البعيد روجر من أندريا وأيضًا غزو هنري السادس الإمبراطور الروماني المقدس باسم زوجته كونستانس بنت روجر الثاني. سادت كونستانس وهنري في النهاية وحكم المملكة منذ 1194 آل هوهنشتاوفن. انتقل تسلسل الحكم عبر كونستانس من آل هوتفيل إلى فريدريك الثاني الإمبراطور الروماني المقدس.

### مملكة هوهنشتاوفن

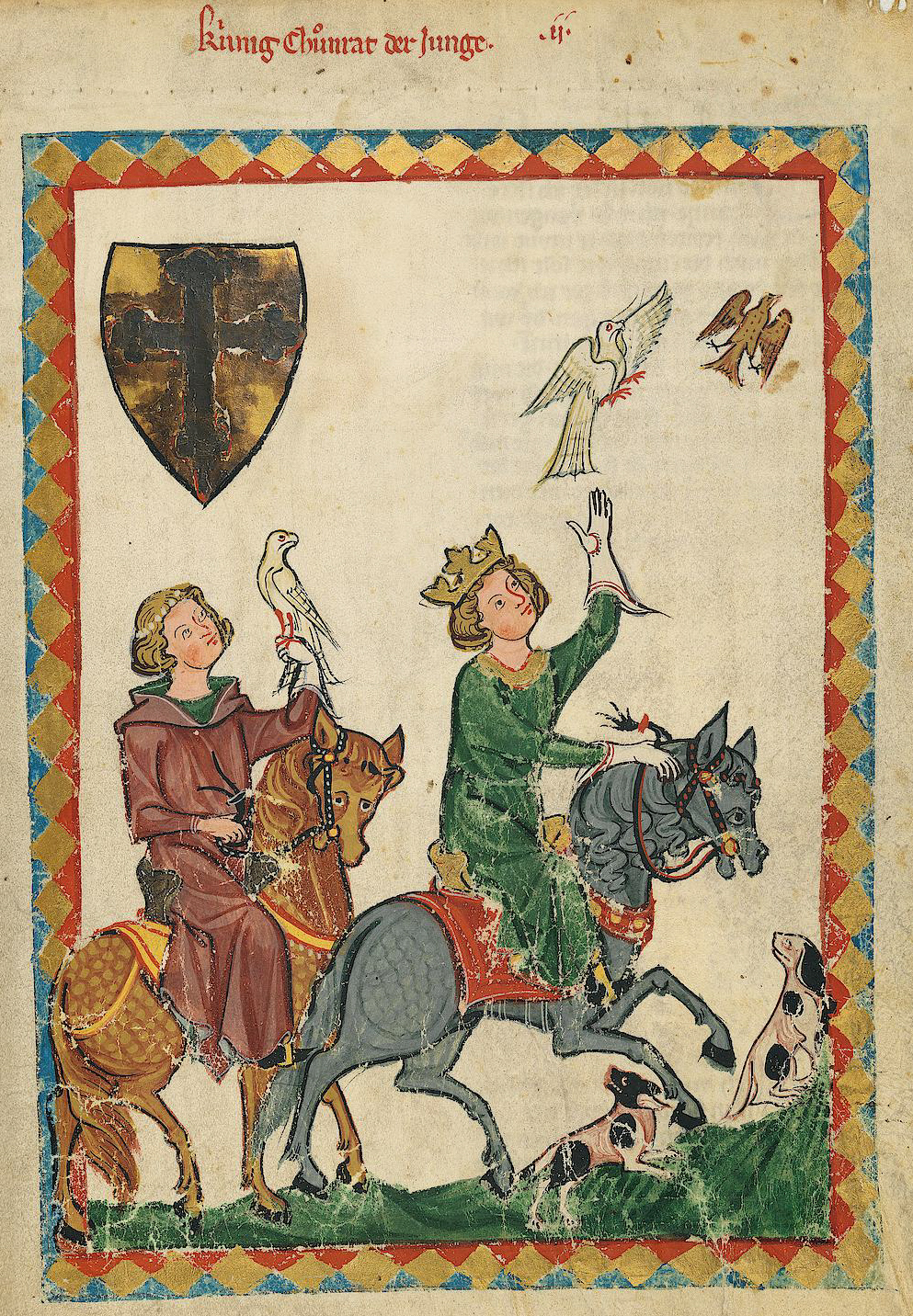
كونرادين، آخر وريث لعرش هوهنشتاوفن في صقلية

أثر تولي فريدريك والذي كان طفلًا وأصبح بعد ذلك أيضًا الإمبراطور الروماني المقدس فريدريك الثاني في 1197 بشكل كبير في المستقبل القريب للجزيرة. تسبب صغر عمر الملك بفراغ كبير في السلطة في أرض معتادة على الحكم المركزي. انتقل عمه فيليب من شوابيا لتأمين وراثة فريدريك من خلال تعيين ماركفارد من أنفايلر مرغريف أنكونا وصيًا على العرش في 1198. في هذه الأثناء، كان البابا إنوسنت الثالث قد أعاد سلطة البابوية في صقلية ولكنه اعترف بحقوق فريدريك. شهد البابا تراجع سلطته بإطراد على مدى العقد المقبل، وأبدى ترددًا في العديد من المنعطفات.
لم تكن قبضة هوهنشتاوفن محكمة على السلطة. كان والتر الثالث من برين قد تزوج من ابنة تانكريد من صقلية. كانت شقيقة ووريثة الملك المخلوع وليام الثالث من صقلية. في 1201 قرر ويليام المطالبة بالمملكة. في عام 1202، هزم والتر الثالث جيشًا بقيادة المستشار والتر من بالياريا وديبولد من فوبورغ. قتل ماركوارد وسقط فريدريك تحت هيمنة وليام من كاباروني حليف البيزانيين. واصل ديبولد حربه ضد والتر في البر الرئيسي حتى وفاة المطالب بالعرش في 1205. كما نجح ديبولد أخيرًا في إخراج فريدريك من تحت هيمنة كاباروني في 1206 وسلمه إلى وصاية والتر مستشار بالياريا. إلا أن والتر وديبولد اختلفا ونجح الأخير في الاستيلاء على القصر الملكي، غير أن والتر حاصره واسترده في عام 1207. بعد عقد من الزمان، وصلت الحروب على الوصاية وعلى العرش ذاته إلى نهايتها.
بدأت عملية الإصلاح بقوانين أريانو في 1140 من قبل روجر الثاني. واصل فريدريك الإصلاح بقوانين كابوا (1220) وإصدار دساتير ملفي (1231، والمعروفة أيضًا باسم ليبر أوغوستاليس)، وهي مجموعة من القوانين سنها لمملكته وكانت متميزة في وقتها. أنشأت دساتير ملفي لإقامة دولة مركزية. على سبيل المثال، لم يكن يسمح للمواطنين بحمل السلاح أو ارتداء الدروع الواقية في الأماكن العامة إلا إذا كانوا تحت إمرة الملك. ونتيجة لذلك تراجعت حالات التمرد. جعلت تلك الدساتير مملكة صقلية ملكية مطلقة وأول دولة مركزية أوروبية تخرج من الإقطاعية، كما كانت لها سابقة تدوين القوانين. استمر ليبر أوغوستاليس مع تعديلات صغيرة نسبيًا أساسًا للقانون الصقلي حتى 1819. خلال هذه الفترة، بنى فريدريك كاستل دل مونتي، وفي 1224 أسس جامعة نابولي، التي تسمى الآن جامعة فيدريكو الثاني. ظلت المركز العلمي الوحيد في جنوب إيطاليا لعدة قرون.
بعد وفاة فريدريك، حكم المملكة هنري السابع من ألمانيا وكونراد الرابع من ألمانيا. كان الوريث الشرعي المقبل كونراد الثاني، والذي كان صغيرًا جدًا في هذه الفترة كي يحكم. تولى مانفريد من صقلية الابن غير الشرعي لفريدريك السلطة وحكم المملكة طوال خمسة عشر عامًا بينما حكم ورثة هوهنشتاوفن الآخرون أقاليم مختلفة في ألمانيا. بعد حروب طويلة ضد الولايات البابوية نجحت المملكة فيها في الدفاع عن ممتلكاتها، إلا أن البابوية أعلنت حرمان المملكة بسبب عدم ولاء الهوهنشتاوفن. انطلاقًا من تلك الذريعة جاء اتفاق البابا مع لويس التاسع ملك فرنسا. حيث يصبح شقيق لويس شارل أنجو ملكًا على صقلية. في المقابل، يعترف شارل بسيادة البابا في المملكة ودفع جزء من الديون البابوية ووافق على دفع جزية سنوية للدولة البابوية. انتهى حكم هوهنشتاوفن في صقلية بعد الغزو الأنجوفي في 1266 ووفاة كونرادين آخر وريث ذكر لعرش هوهنشتاوفن في 1268.

### الأنجوفيون والكتلانيون الأراغونيون
في 1266، أدى الصراع بين هوهنشتاوفن والبابوية إلى احتلال شارل أنجو لصقلية. ظهرت معارضة للسلطة الفرنسية الرسمية والضرائب إلى جانب التحريض على التمرد من قبل عملاء تاج أراغون والإمبراطورية البيزنطية مما أدى إلى تمرد صلاة الغروب الصقلية وغزو ناجح قاده الملك بيدرو الثالث من أراغون في 1282. استمرت الحرب الناتجة حتى صلح كالتابيلوتا في 1302، وقسمت مملكة صقلية القديمة إلى اثنتين. سميت المملكة في جزيرة صقلية بمملكة صقلية ما وراء المنارة أو مملكة تريناكريا وحكمها فريدريكو الثالث من أراغون. أما الأراضي في شبه الجزيرة (ميتزوجورنو) فسميت أيضًا مملكة صقلية ولكن الدراسات الحديثة تدعوها مملكة نابولي وانتقلت لحكم شارل الثاني أنجو. وهكذا كان السلام اعترافًا رسميًا بوضع راهن. على الرغم من أن ملك إسبانيا جمع المملكتين تحت تاجه ابتداء من القرن السادس عشر، إلا أن الفصل الإداري بينهما استمر حتى 1816 عندما تم جمعتا في مملكة الصقليتين.

### المملكة الجزيرة تحت حكم الأراغونيين والإسبان

شعار مملكة صقلية 1282. ربعه من تاج أراغون وثلثاه من آل هوهنشتاوفن.

حكم صقلية كمملكة مستقلة فرع صغير من آل أراغون حتى عام 1409 وبعدها كجزء من تاج أراغون. حكم مملكة نابولي رينيه أنجو حتى تم وحد العرشان بشخص ألفونسو الخامس ملك أراغون بعد حصار ناجح لنابولي وهزيمة رينيه يوم 6 يونيو 1443. في نهاية المطاف، قسم ألفونسو المملكتين خلال فترة حكمه. منح السيادة على نابولي إلى ابنه غير الشرعي فرديناند الأول من نابولي والذي حكم 1458-1494، وبقيت صقلية تابعة لتاج أراغون تحت حكم شقيق ألفونسو خوان الثاني من أراغون. حاول ملكا فرنسا المتعاقبين شارل الثامن ولويس الثاني عشر بين 1494-1503 غزو نابولي بوصفهما ورثة المطالب الأنجوفية لكنهما فشلا. وأخيرًا ضمت مملكة نابولي مع تاج أراغون. حمل ألقاب المملكة ملوك أراغون من التاج الكتلاني الأراغوني حتى 1516، وتلاهم ملوك إسبانيا حتى نهاية الفرع الإسباني من آل هابسبورغ عام 1700.

### حرب الخلافة الإسبانية
حكم الجزيرة بين عامي 1713 - 1720 آل سفويا والذين حكموها بموجب معاهدة أوترخت التي وضعت حدًا لحرب الخلافة الإسبانية. كانت المملكة مكافأة لآل سافويا الذين رقوا إلى مراتب الملكية. سافر الملك الجديد فيتوريو أميديو الثاني إلى صقلية عام 1713 وبقي عامًا هناك قبل أن يعود إلى عاصمته في البر الرئيسي، تورينو، حيث ترك أدار ابنه أمير بييمونتي شؤون المملكة. لم تقبل نتائج الحرب في إسبانيا واندلعت حرب التحالف الرباعي. احتلت إسبانيا صقلية في 1718. بينما لم يكن بإمكان سافويا الدفاع عن بلد بعيد كصقلية، فتدخلت النمسا وبادلت مملكة سردينيا بصقلية. احتج فيتوريو أميديو على هذا التبادل، كون صقلية دولة غنية بأكثر من مليون نسمة، بينما سردينيا فقيرة وفيها بضع مئات ألوف، ولكنه لم يستطع مقارعة «حلفاءه». هزمت إسبانيا في النهاية في 1720، وصدقت معاهدة لاهاي على التحول. عادت ملكية صقلية لآل هابسبورغ النمساويين والذين حكموا نابولي أيضًا. استمر فيتوريو أميديو من جانبه بالاحتجاج لثلاث سنوات، وفقط في 1723 قرر الاعتراف بالتبادل والكف عن استخدام اللقب الملكي الصقلي وألقابه الفرعية (مثل ملك قبرص والقدس).

### المملكتان تحت حكم البوربون
تعرضت نابولي وصقلية في عام 1735 لغزو من قبل الملك فيليب الخامس من إسبانيا من آل بوربون والذي ثبت ابنه الأصغر كارلو دوق بارما باسم الملك كارلو السابع من نابولي وصقلية، وأنشأ فرعًا صغيرًا من آل بوربون. في عام 1799، غزا نابليون نابولي التي حكمها فرديناند الرابع (ولاحقًا فرديناند الأول من الصقليتين) في ذلك الوقت. تشكلت الجمهورية البارثينوبية بدعم الفرنسي. ولكن تحت الضغط البريطاني وخاصة من قبل اللورد وليام بينتينك الذي كان قائد القوات البريطانية في صقلية، أعيد فرديناند إلى نابولي وأجبر على وضع دستور لمملكة صقلية.
أقام برلمانًا من مجلسين في باليرمو ونابولي. جلب تشكيل برلمان نهاية الإقطاع في المملكة. لكن بعد هزيمة نابليون في عام 1815 ألغى فرديناند جميع الإصلاحات. ثار شعب صقلية ولكنهم هزموا من قبل القوات الإسبانية والنمساوية. وفي عام 1848 اندلعت ثورة أخرى والتي أخمدها فرديناند الثاني من الصقليتين، الذي لقب ري بومبا لقصفه ميسينا لخمسة أيام. اتحدت المملكتان من 1816 وحتى 1861 باسم مملكة الصقليتين.

### مالطا تحت حكم الفرسان
في 1530، وفي محاولة لحماية روما من الغزو العثماني من الجنوب، قام كارلوس الخامس الإمبراطور الروماني المقدس، كونه كارلوس الأول من إسبانيا بمنح جزيرتي مالطة وغودش إلى الفرسان الأوسبتارية كمعقل دائم في مقابل رسم سنوي من صقرين مالطيين (أحدهما للإمبراطور والآخر لواليه على صقلية)، والتي كانت ترسل في يوم جميع الأرواح إلى والي صقلية. شكلت الجزر المالطية جزءًا من دوقية صقلية وفيما بعد مملكة صقلية منذ 1127. استمرت العلاقة الإقطاعية بين مالطا وصقلية خلال حكم الفرسان حتى استولى نابليون على مالطا في عام 1798.

### الانضمام إلى مملكة إيطاليا

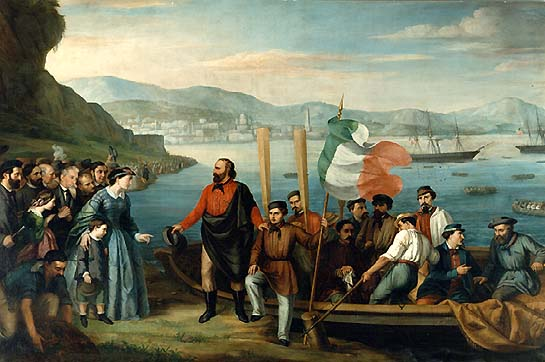
بداية الحملة في كواترو.

في 4 أبريل 1860 اندلع تمرد ضد النظام وانهار البوربون. ساعد جوزيبي غاريبالدي الثورة بقواته. وصل إلى مارسالا في 11 مايو 1860 مع ألف من القمصان الحمراء. عرف وصولهم باسم حملة الألف (بالإيطالية: Spedizione dei Mille)‏. في 15 مايو هزمت القوات الإيطالية الجيش الإسباني الذي ضم 15,000 جندي وبعد أسبوعين سيطروا على باليرمو. حاول فرانشيسكو الثاني ملك الصقليتين استعادة السيطرة على المملكة. في 25 يونيو 1860 أعاد دستور المملكة واعتمد الألوان الثلاثة الإيطالية علمًا وطنيًا ووعد بمؤسسات خاصة للمملكة.
في 21 أكتوبر 1860 أجري استفتاء بشأن التوحيد مع إيطاليا. صوتت غالبية سكان المملكة (99%) لصالحه وقبول بآل سافويا والذي تزعمه فيتوريو إمانويلي الثاني أول ملك على إيطاليا.

## المجتمع
خلال عهد النورمان الصقليين، حافظت المجتمعات المحلية على امتيازاتها. استبدال حكام المملكة من آل هوهنشتاوفن النبلاء المحليين بأمراء من شمال إيطاليا، مما أدى إلى اشتباكات وثورات ضد طبقة النبلاء الجديدة في العديد من المدن والمجتمعات الريفية. أدت هذه الثورات إلى تدمير العديد من المناطق الزراعية وصعود وطنية الطبقة الوسطى، والتي أدت في النهاية إلى تحالف سكان المناطق الحضرية مع تاج أراغون. استمر هذا الوضع خلال فترة الحكم الأنجوفية القصيرة حتى الإطاحة بهم في حرب صلاة الغروب الصقلية. بدأ النجوفيون إقطاع البلاد، مما زاد من قوة النبلاء من خلال منحهم الولاية على العدالة العالية. كما لم يكن للنهضة تأثير عليها خلال القرن الخامس عشر بسبب عزلة المملكة.
جرى في ذات الوقت تكثيف الإقطاع في مملكة صقلية، عبر فرض السندات الإقطاعية والعلاقات بين رعاياها. دمر ثوران جبل إتنا في 1669 مدينة كتانيا. بينما قتل 5٪ من سكان المملكة بسبب الزلازل في 1693. كما تفشى الطاعون أيضًا في تلك الفترة. كان القرنان السابع عشر والثامن عشر عصر انحدار في المملكة. انتشر الفساد بين الطبقات العليا والوسطى في المجتمع، وعم سوء معاملة الإقطاعيين للطبقات الدنيا مما خلق مجموعات من قطاع الطرق التي هاجمت طبقة النبلاء ودمرت إقطاعياتهم. سمت هذه المجموعات أنفسها «مافيا» وكانت أساس المافيا الحديثة. أدى تصاعد الثورات ضد النظام الملكي في النهاية إلى توحيد المملكة مع إيطاليا.

## الديموغرافيا
وصل تعداد سكان المملكة خلال حكم فردريك الثاني إلى نحو 2.5 مليون نسمة. في عهد الهوهنشتاوفن، كان في المملكة ثلاث مدن تعداد كل منها 20,000 نسمة. بعد فقدان المقطاعات الشمالية في 1282 خلال حرب صلاة الغروب الصقلية والكوارث الطبيعية العديدة مثل ثوران جبل إتنا في 1669، تقلص تعداد سكان الجزيرة. وصل تعداد سكان المملكة عام 1803 إلى 1,656,000 نسمة. كانت المدن الرئيسية في المملكة في تلك الحقبة باليرمو وكاتانيا وميسينا وموديكا وسرقوسة.
| المقاطعة       | تعداد السكان |
| -------------- | ------------ |
| فال دي ماتسارا | 643,000      |
| فال دي ديمونا  | 521,000      |
| فال دي نوتو    | 459,000      |
| الجزر الإيولية | 18,000       |
| الجزر العقادية | 12,000       |
| بانتليريا      | 3,000        |
| التعداد الكلي  | 1,656,000    |

| المدينة | تعداد السكان |
| ------- | ------------ |
| باليرمو | 120,000      |
| كاتانيا | 40,000       |
| ميسينا  | 36,000       |
| موديكا  | 23,500       |
| سرقوسة  | 17,000       |

## الاقتصاد

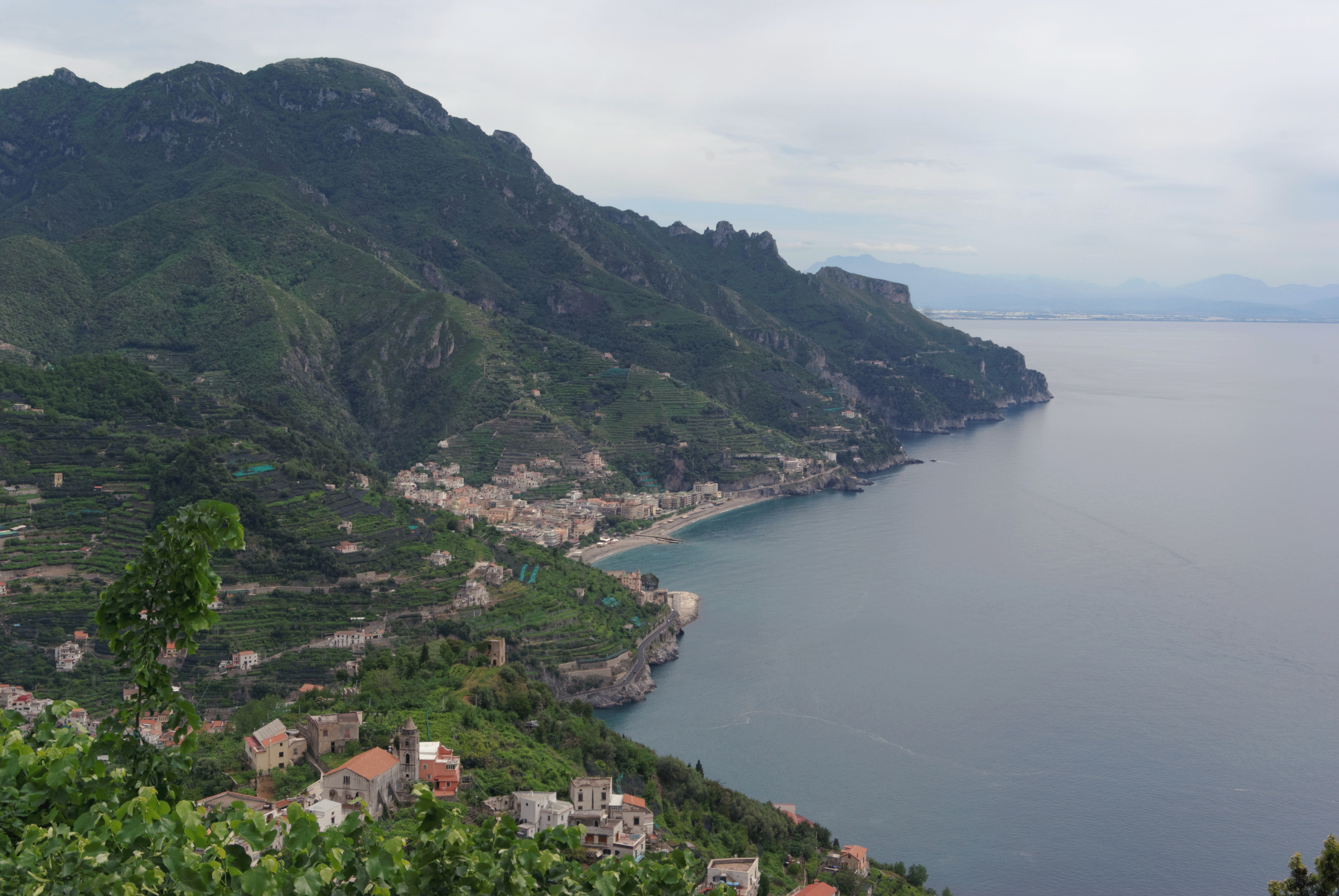
أمالفي، ميناء هام خلال العهد النورماني.

دفعت خصوبة الأرض الشديدة الملوك النورمان لجلب المستوطنين من المناطق المجاورة أو إعادة توطين الفلاحين في مناطق تحتاج فلاحة. أدى ذلك إلى زيادة الإنتاج الزراعي. جاء مصدر ثراء مملكة صقلية في تلك الفترة من المدن البحرية، وأهمها نابولي وأمالفي، والتي صدرت إليها المنتجات المحلية. كانت الصادرات الرئيسة في الغلال القاسية ومنتجات أخرى مثل الحطب والزيت والبندق ولحم الخنزير والجبن والجلود والقماش والقنب. كانت وحدة قياس الغلال والمنتجات الجافة الأخرى هي سالمي والتي عادلت 275.08 لترًا في الشطر الغربي من المملكة و3.3 في الشطر الشرقي منها. قسمت السالما إلى 16 تيومولي. كان التيومولو الواحد يعادل 17,193 لترًا. بينما كانت وحدة قياس الوزن الكانتاري. عادل الكانتارو الواحد 79.35 كيلوغرامًا وقسم إلى 100 روتولي. أما القماس فقيست بالكاني. الكانا الواحد عادلت 2.06 مترًا. بحلول نهاية القرن الثاني عشر أصبحت ميسينا إحدى المراكز التجارية القيادية في المملكة.
في عهد المملكة، صدرت المنتجات الصقلية إلى عدة بلدان. من بينها جنوى وبيزا والإمبراطورية البيزنطية ومصر. على مدار القرن الثاني عشر، أصبحت صقلية مصدرًا هامًا للمواد الخام للمدن الإيطالية الشمالية مثل جنوى. مع تعاقب القرون، أصبحت هذه العلاقات التجارية تميل ضد مصالح صقلية، ويرى بعض الباحثون الحديثون أن العلاقة كانت استغلالية. يعتقد العديد من الباحثين أيضًا أن صقلية مرت بعصر انحطاط في أواخر العصور الوسطى، رغم أنهم يختلفون حول تاريخ حدوثه. يجادل كليفورد باكمان أنه من الخطأ النظر إلى تاريخ صقلية الاقتصادي بأعين الضحية، ويدعي أن التراجع بدًا فعلًا في النصف الثاني من عهد فريدريك الثالث، متناقضًا بذلك مع الباحثين السابقين الذين اعتقدوا أن التراجع الصقلي قد بدأ في مراحل سابقة. بينما رأى الباحثون المبكرون صقلية في العصور الوسطى المتأخرة في تدهور مستمر، يجادل ستيفن إيبستين أن المجتمع الصقلي عاش نوعًا من النهضة في القرن الخامس عشر.
وقعت عدة معاهدات مع جنوى أمنت وعززت من النفوذ التجاري الصقلي.
أدت إقطاعية المجتمع خلال الحكم الأنجوفي إلى تراجع الثراء الملكي. كما أن اعتماد الأنجوفيين على التجارة الإيطالية الشمالية والتمويل من قبل المصرفيين الفلورنسيين كان العامل الرئيسي الذي أدى إلى تدهور اقتصاد المملكة. أدى استمرار التدهور الاقتصادي مرافقًا لتزايد أعداد السكان والتمدن إلى تراجع الإنتاج الزراعي.
جرى في عام 1800 زراعة ثلث المحاصيل المتاحة، حيث فاقمت الطرق الزراعية البالية من المشكلة. في المرحلة اللاحقة من الحكم الإسباني كان النظام التجاري غير كفؤ مقارنة بالفترات السابقة بسبب الضرائب العالية على الصادرات واحتكار الشركات الذي أدى إلى التحكم الكلي بالأسعار.

## صك العملة

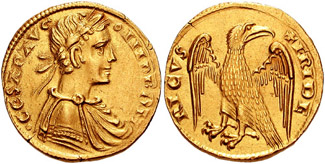
مثال على الأوغوستالي المسيني.

استخدم الملوك النورمان في القرن الثاني عشر التاري والتي كانت تستخدم في صقلية منذ 913 كعملة أساسية. كان التاري الواحد يعادل غرامًا واحدًا و 16 1/3 ذهبًا. بينما عادل الدينار العربي أربعة تاري، والصوليدوس البيزنطي ستة تاري. عادلت الأونصة الواحدة في المملكة 30 تاري أو خمسة فلورين. كما أن تاري واحد عادل عشرين غراني. والغرانا الواحدة تعادل ستة ديناري. بعد 1140 توقف استخدام الروميسينا النحاسية واستبدلت بالفولاريس. كان كل 24 فولاري معادلًا لميليارسيون بيزنطي.
بعد هزيمة التونسيين في 1231، صك فريدريك الثاني الأوغوستاليس. كانت 21 1/2 قيراطًا ووزنها 5.028 غرامًا. في 1490 صك التريومفي في صقلية. كانت معادلة للدوكات البندقية. التريومفو الواحد كان بقيمة 11 1/2 أكيلاي. الأكيلا الواحدة تعادل عشرين غراني. استخدم كل من التاري والبيكولي في المعاملات المالية بشكل رئيس.

## الدين

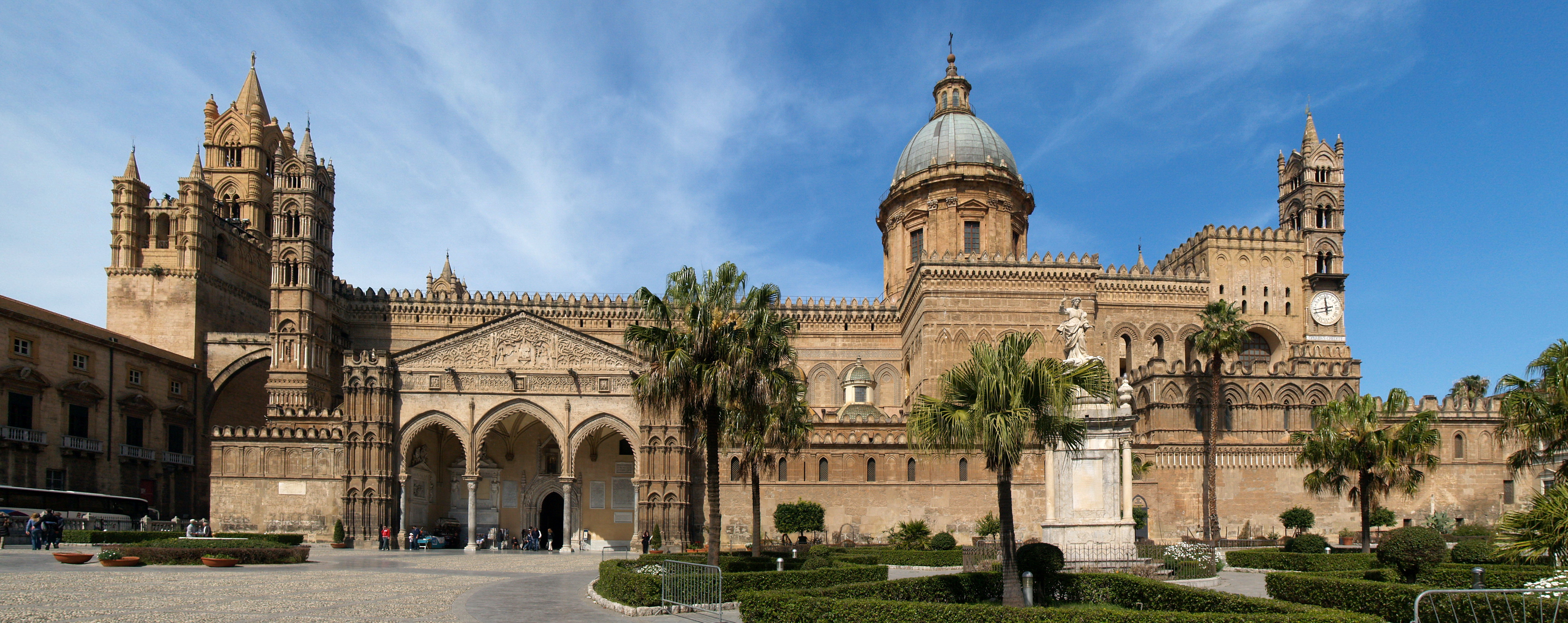
كاثدرائية باليرمو

خلال عهد الملوك النورمان تعايشت عدة مجتمعات دينية مختلفة في صقلية. كان هناك المسيحيون اللاتين (روم كاثوليك) والمسيحيون الناطقون باليونانية (أرثوذكس شرقيون) والمسلمون. رغم أن العبادات الدينية كانت تمارس بحرية، فإن حقيقة أن المسيحيين اللاتين هم حكام الجزيرة كانت تصب في صالحهم. أجبر الأساقفة الأرثوذكس الشرقيون على الاعتراف بمزاعم الكنيسة اللاتينية في صقلية، بينما لم تعد المجتمعت المسلمة تحكم بالأمراء. تعايشت تلك المجتمعات الثلاث على أساس يومي، وجرى التبادل اقتصاديًا ولغويًا وثقافيًا. تزاوج بعضهم من بعض. كما أن المسيحيين الذين عاشوا في المناطق الناطقة بالعربية قد تبنى بعضهم أسماء عربية أو مسلمة. في العديد من المدن، كان لكل مجتمع ديني نظامه الإدارة والقضائي الخاص. في باليرمو، سمح للمسلمين إقامة الأذان في الجوامع وحلوا مشاكلهم عبر القضاة بالشريعة الإسلامية.
بعد انتقال السلطة إلى الهوهنشتاوفن، حافظ المسيحيون بشقيهم اليوناني واللاتيني على امتيازاتهم، ولكن جرى قمع المسلمين باستمرار. كما أن استيطان الإيطاليين الشماليين (الذين أرادوا الاستيلاء على ممتلكات المسلمين لأنفسهم) قاد بالعديد من المجتمعات المسلمة إلى التمرد أو إعادة التوطين في المناطق الجبلية في الجزيرة. أدت هذه الثورات إلى قمع عنيف، طرد المسلمين في النهاية، والذي بدأ في عهد فريدريك الثاني. في النهاية نقل المسلمون أجمعين إلى لوتشرا في بوليا وجيريفالكو في كالابريا، حيث دفعوا ضرائبهم وخدموا كعمال زراعيين وحرفيين ورماة لصالح الملك. انفضت مستوطنة لوتشرا في عام 1300 بأمر من كارلو الثاني ملك نابولي، وبيع العديد من سكانها كعبيد. أما المجتمع اليهودي فقد طرد بعد وصول محاكم التفتيش الإسبانية بين 1493 و1513 إلى صقلية. ما تبقى من اليهود اندمج تدريجيًا وتحول أغلبهم إلى الكاثوليكية الرومانية.

## للمزيد من المطالعة
- Abulafia, David. Frederick II: A Medieval Emperor, 1988.
- Abulafia, David. The Two Italies: Economic Relations between the Kingdom of Sicily and the Northern Communes, Cambridge University Press, 1977.
- Abulafia, David. The Western Mediterranean Kingdoms 1200-1500: The Struggle for Dominion, Longman, 1997. (a political history)
- Johns, Jeremy. Arabic administration in Norman Sicily : the royal dīwān, Cambridge University Press, 2002.
- Metcalfe, Alex. Muslims and Christians in Norman Sicily: Arabic Speakers and the End of Islam, Routledge, 2002.
- Metcalfe, Alex. The Muslims of Medieval Italy, 2009.